# Кюрасо
Кюрасо (Curaçao) е вид ликьор с аромат на изсушени кори от лараха – вид горчив портокал, отглеждан на остров Кюрасао.
Открит по случайност, ликьорът е произвеждан и разпространяван от еврейско семейство през 19 век. За направата му корите от лараха се изсушават, за да се извлекат сладките им масла. Държат се в дестилатор, заедно с алкохол и вода, за няколко дни. След това обелките се отстраняват и се добавят други подправки. От 2002 година повечето такива ликьори се произвеждат по изкуствен начин.
Ликьорът е с аромат на портокал, с различна степен на сладост. Произвежда се безцветен, но може да му се добави син, зелен, оранжев или червен оцветител. Най-често срещаното синьо кюрасо се използва за оцветяване на различни коктейли.